# CEND1
CEND1 (англ. Cell cycle exit and neuronal differentiation 1) – білок, який кодується однойменним геном, розташованим у людей на 11-й хромосомі. Довжина поліпептидного ланцюга білка становить 149 амінокислот, а молекулярна маса — 14 954.
| 10         |  | 20         |  | 30         |  | 40         |  | 50         |
| ---------- |  | ---------- |  | ---------- |  | ---------- |  | ---------- |
| MESRGKSASS |  | PKPDTKVPQV |  | TTEAKVPPAA |  | DGKAPLTKPS |  | KKEAPAEKQQ |
| PPAAPTTAPA |  | KKTSAKADPA |  | LLNNHSNLKP |  | APTVPSSPDA |  | TPEPKGPGDG |
| AEEDEAASGG |  | PGGRGPWSCE |  | NFNPLLVAGG |  | VAVAAIALIL |  | GVAFLVRKK  |

A: Аланін

C: Цистеїн

D: Аспарагінова кислота

E: Глутамінова кислота

F: Фенілаланін

G: Гліцин

H: Гістидин

I: Ізолейцин

K: Лізин

L: Лейцин

M: Метіонін

N: Аспарагін

P: Пролін

Q: Глутамін

R: Аргінін

S: Серин

T: Треонін

V: Валін

Кодований геном білок за функцією належить до фосфопротеїнів. 
Задіяний у такому біологічному процесі, як диференціація клітин. 
Локалізований у мембрані.